# Thyretes angolensis
Thyretes angolensis là một loài bướm đêm thuộc phân họ Arctiinae, họ Erebidae.